# Association Sportive et Culturelle La Linguère
O Association Sportive et Culturelle La Linguère é um clube de futebol com sede em Saint-Louis, Senegal. A equipe compete no Campeonato Senegalês de Futebol.

## História
O clube foi fundado em 1969.